# گابریل هریسون
گابریل هریسون (انگلیسی: Gabriel Harrison; ۲۵ مارس ۱۸۱۸ – ۱۵ دسامبر ۱۹۰۲) عکاس، بازیگر، نمایشنامه‌نویس، نقاش و نویسنده آمریکایی فعال در شهر نیویورک بود. 

## زندگی‌نامه
هریسون در ۲۵ مارس ۱۸۱۸ در فیلادلفیا به دنیا آمد. پدرش یک حکاک بود. او در سن شش سالگی به همراه خانواده‌اش به نیویورک سیتی نقل مکان کرد و در سال ۱۸۳۸ به عنوان شخصیت اصلی در اتلو شکسپیر در مقابل لستر والاک اولین حضور در تئاتر را داشت.

## حرفه
هریسون حرفه عکاسی خود را در گالری جان پلمب در حدود سال ۱۸۴۴ آغاز کرد و از سال ۱۸۴۷ تا ۱۸۵۱ برای مارتین ام. لارنس کار کرد. او در سال ۱۸۵۱ به بروکلین نقل مکان کرد، در سال ۱۸۵۲ گالری خود را در بروکلین افتتاح کرد و تا اوایل دهه ۱۸۶۰ در حرفه عکاسی باقی ماند. عکس‌های قابل‌توجه او شامل یک داگرئوتیپ از والت ویتمن است که به عنوان حکاکی برای صفحه عنوان برگ‌های علف استفاده می‌شد، ناجی نوزاد با صلیب (حدود ۱۸۵۰)، و کالیفرنیا نیوز، یک داگرئوتیپ که به‌جای اینکه یک پرتره ساده باشد، به دلیل روایت صحنه‌سازی‌شده‌اش مورد توجه قرار گرفت.
آثار مکتوب او شامل نمایشنامه‌سازی «داغ ننگ» اثر هاثورن و بیوگرافی بازیگران جان هوارد پین و ادوین فارست است. هریسون یک نقاش پرتره و منظره بود که از مدارس هنری رایگان در ارتباط با آکادمی طراحی بروکلین که یکی از بنیانگذاران آن بود حمایت کرد.

## درگذشت
هریسون در سن ۸۴ سالگی در بروکلین درگذشت. دخترانش ویولا و بئاتریس و پسرش جورج واشنگتن هریسون هستند.

## آثار

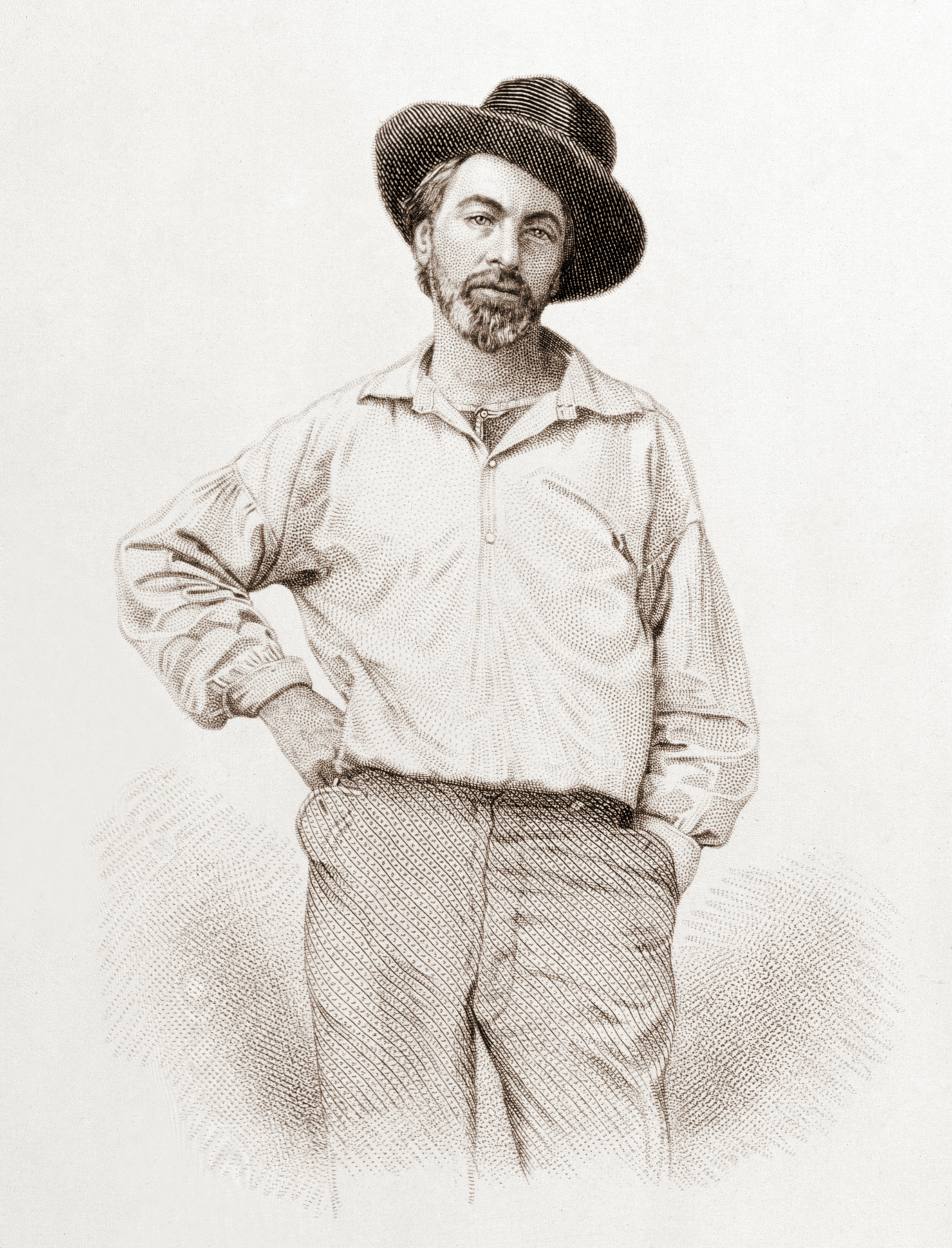
حکاکی فولادی والت ویتمن اثر ساموئل هالیر، پس از یک داگرئوتیپ گمشده توسط هریسون
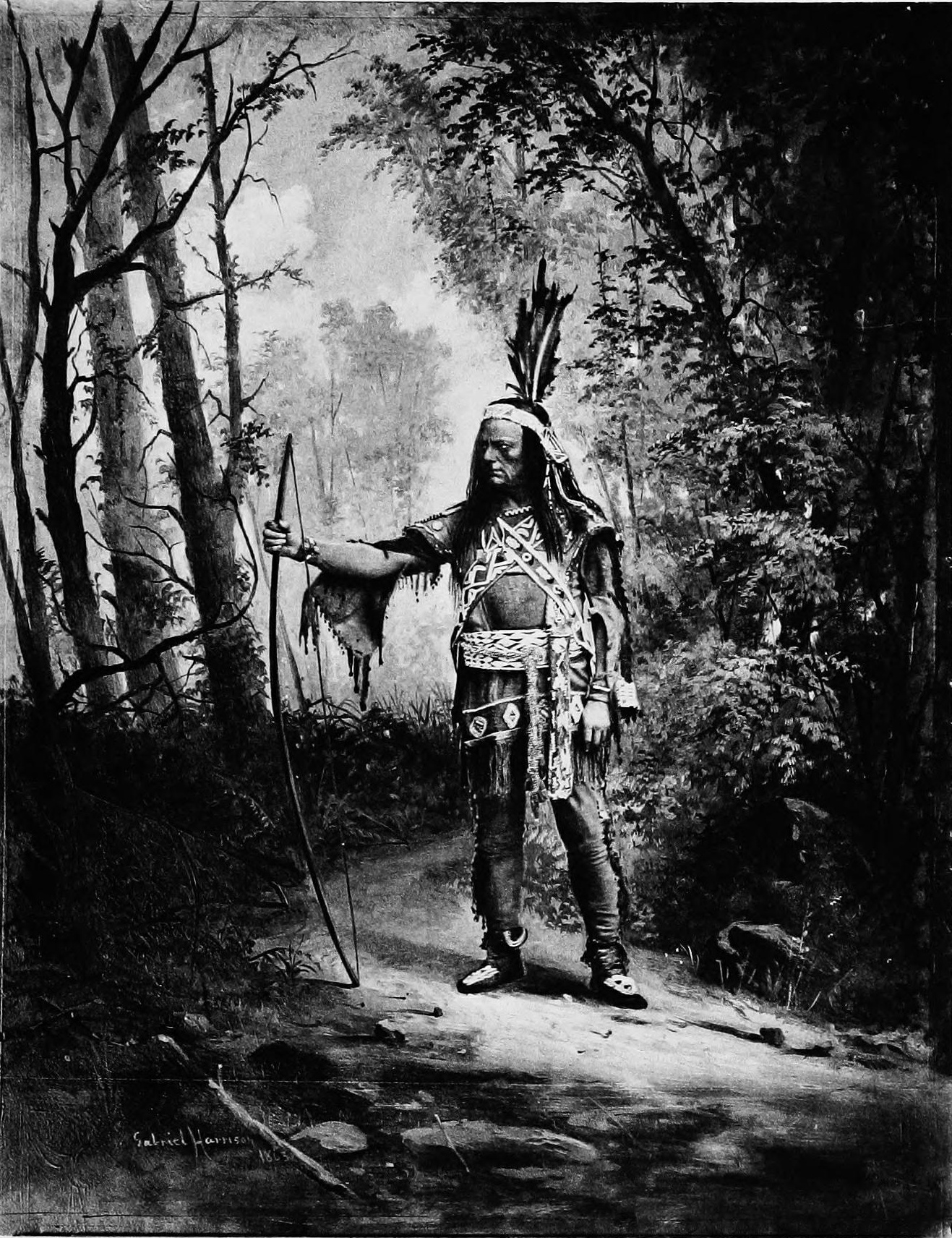
ادوین فارست در نقش متامورا